# رباعي هيدرو كانابينول
رباعي هيدرو كانابينول (Tetrahydrocannabinol) الذي يعرف اختصارا ب THC هو الجزيئة الأكثر شهرة في نبات القنب الهندي و تمتلك خاصية المؤثر النفسي.
يكون رباعي هيدرو كانابينول على شكل زجاجي صلب عندما يكون بارد ويصبح لزج ودبق إذا تم تدفئته، ذوبانيته جداً ضعيفة في الماء لكن جيدة في أغلب المذيبات العضوية خصوصاً في الدهنيات والكحوليات.
يوجد شكل صيدلاني لرباعي هيدرو الكانابينول يعرف في قائمة الأسماء الدولية غير مسجلة الملكية (Fr:DCI,En:INN) بالدرونابينول Dronabinol , و يمكن الحصول عليه في الولايات المتحدة الأمريكية وكندا عن طريق وصفة طبية وأسمه التجاري هو Marinol.
كغالبية المستقلبات الثانوية للنباتات ذات النشاط الدوائي، من المفترض ان THC يلعب دوراً هاماً في دفاع نبتة القنب الهندي عن نفسها، ربما ضد الحيوانات العاشبة.
و يمتلك رباعي هيدرو الكانابينول خصائص امتصاص عالية للأشعة فوق البنفسجية (315-280 نانومتر)، الخاصية التي يعتقد ان لها دور في حماية النبتة ضد الاشعة فوق البنفسجية الضارة.
تم عزل رباعي هيدرو كانابينول لأول مرة سنة 1964 بواسطة العالم الإسرائيلي Raphael Mechoulam